# Drielandenpunt (Vaals)

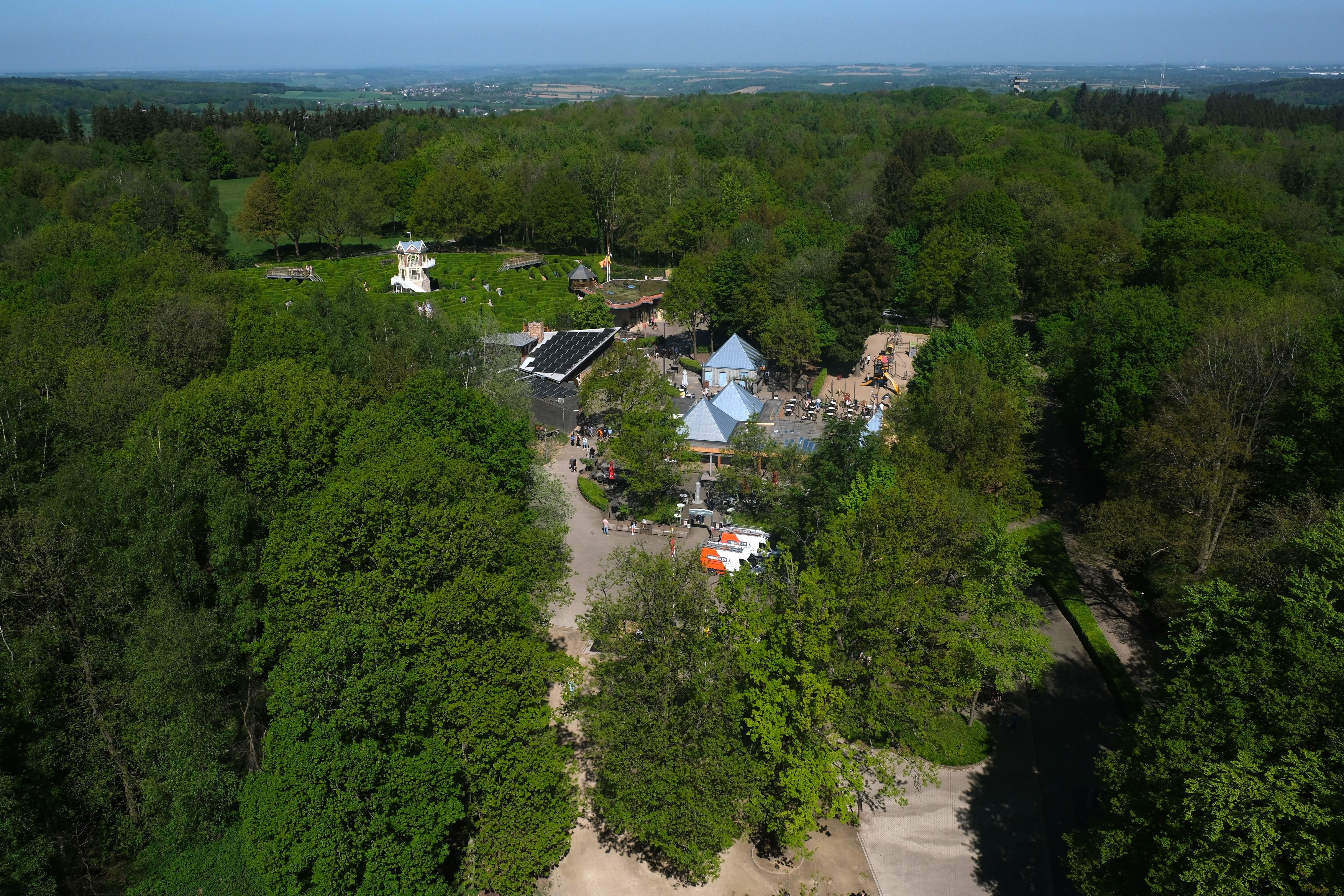
Omgeving Drielandenpunt vanaf de Boudewijntoren, met het doolhof op de achtergrond

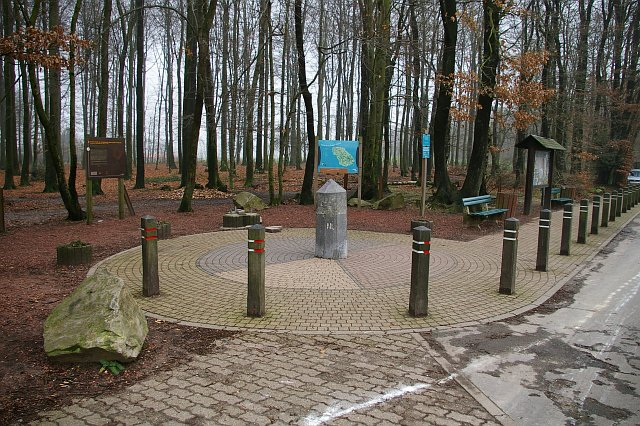
Het 'echte' drielandenpunt met grenspaal uit 1926

Het Drielandenpunt bij Vaals is een drielandenpunt waar de grenzen tussen Nederland, België, Duitsland samenkomen. Het punt is gelegen nabij de top van de Vaalserberg op de grens van de gemeenten Vaals (Nederlands Limburg), Blieberg en Kelmis (beide in de Belgische provincie Luik) en Aken (in de Duitse deelstaat Noordrijn-Westfalen).

## Drielandenpunten in Nederland en België
Bij de totstandkoming van het Verenigd Koninkrijk der Nederlanden in 1815 waren er vier drielandenpunten. Het eerste was het drielandenpunt bij Perl, in wat anno 2025 het drielandenpunt Duitsland-Luxemburg-Frankrijk is. Hier stond grenspaal 1. Het tweede en derde drielandenpunt waren allebei tussen Nederland, tussen 1816 en 1919 met Neutraal Moresnet en Pruisen. Het vierde drielandenpunt lag tot 1866 iets ten noorden van Gronau, met de koninkrijken Pruisen en Hannover. Het is nog te herkennen aan de nummering van de grenspalen: het punt wordt gemarkeerd door paal 862, die tevens paal 1 is. Nederland grenst anno 2019 op dat punt aan de deelstaten Noordrijn-Westfalen en Nedersaksen. Tussen 1830 en 1839 was er ook een drielandenpunt bij de Neutraleweg bij Gennep.
Nederland heeft nog slechts één drielandenpunt: het Drielandenpunt bij Vaals. België heeft er drie: dat bij Vaals, het drielandenpunt bij het Europamonument nabij Ouren (België-Duitsland-Luxemburg) en dat bij Aubange (België-Luxemburg-Frankrijk). Duitsland telt zeven drielandenpunten.

## Geschiedenis

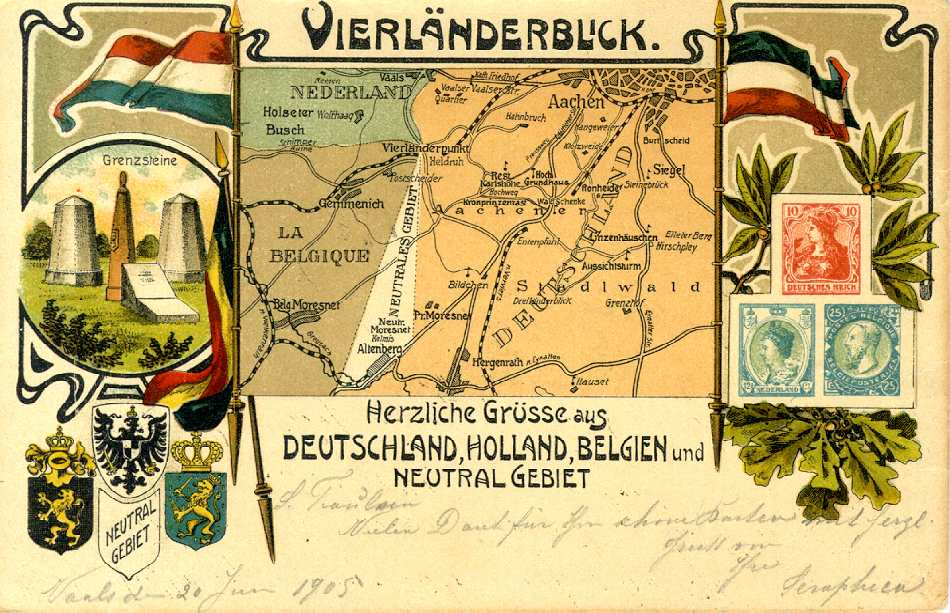
Duitse ansichtkaart uit 1905 met afbeelding vierlandenpunt

Vanaf 1815 hebben bij het huidige Drielandenpunt bij Vaals vijf verschillende landsgrenzen gelopen. Toch zijn er nooit meer dan vier grenzen tegelijk in dit punt samengekomen. Van 1839 tot 1919 was het drielandenpunt een vierlandenpunt. Nederland, België en Pruisen (later Duitsland) grensden hier toen aan het ministaatje Neutraal Moresnet. Na de Eerste Wereldoorlog vonden er diverse grenscorrecties plaats tussen België en Duitsland en werd Neutraal Moresnet bij België gevoegd. Sindsdien is het vierlandenpunt bij Vaals een drielandenpunt geworden.
In de 19e eeuw en vooral in de periode kort na de Tweede Wereldoorlog werd er nabij het Drielandenpunt druk gesmokkeld. Meerdere van de kleine bos- en weidepaden op de Vaalserberg waren veelgebruikte smokkelroutes.

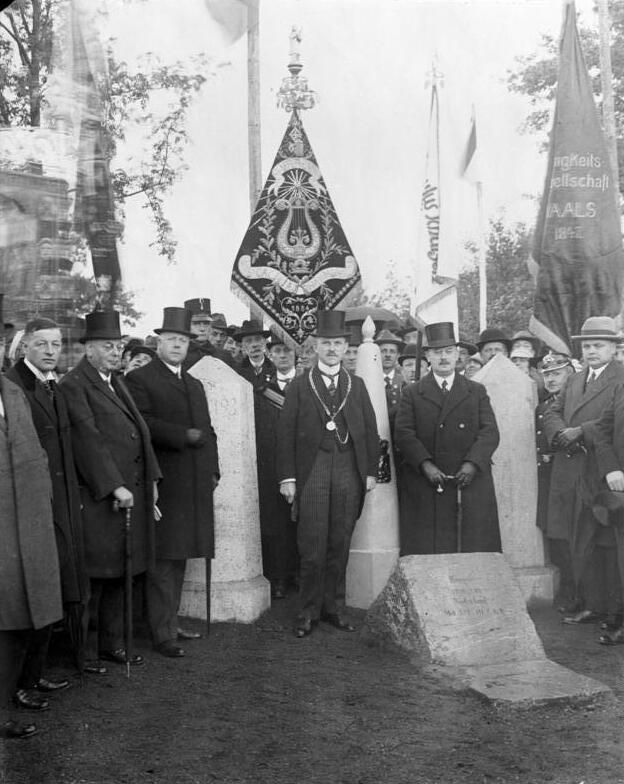
Opening 'symbolisch Drielandenpunt' in 1928

Vanaf het einde van de 19e eeuw trok het Drielandenpunt bij Vaals steeds meer bezoekers. In 1896 werd er een steen geplaatst met het opschrift "Hoogste punt van Nederland 322,5 mtr. boven A.P.". De eerste houten uitzichttoren op de Vaalserberg werd in 1905 door de vereniging Neerlands Hoogste berg gebouwd. De toren, met restaurant, werd vernoemd naar de toenmalige Nederlandse vorstin Koningin Wilhelmina. Al vóór de Eerste Wereldoorlog stond er een vrouw uit Gemmenich met een houten kar die limonade verkocht en, verborgen onder een dekzeil, sterkere drank. In 1924 werd er aan Nederlandse zijde een houten hut gebouwd waarin frisdranken en lekkernijen genuttigd konden worden en ansichtkaarten te koop waren. In 1928 werd het nieuwe, symbolische Drielandenpunt geopend, een verzameling van oude grenspalen, die nabij de gedenksteen bij het hoogste punt van Nederland herplaatst waren. In de jaren 1930 legde de gemeente Vaals in het kader van de werkverschaffing een nieuwe toegangsweg aan op de Vaalserberg, zodat het Drielandenpunt ook per auto bereikbaar werd. In september 1944 werd de Wilhelminatoren zwaar beschadigd tijdens de gevechten rond de Slag om Aken, waardoor de toren een jaar later moest worden afgebroken.
De realisatie van de nieuwe Wilhelminatoren in 1951 zette een nieuwe ontwikkeling in gang van het Drielandenpunt als toeristisch trekpleister. Zo kwamen er geleidelijk meer winkeltjes en eetgelegenheden bij. De eerste Koning Boudewijntoren werd in 1970 gebouwd en was 35 meter hoog, maar bood geen uitzicht op Vaals. In 1975 werd de Wilhelminatoren met een hijskraan over een afstand van 60 meter verplaatst naast een nieuw gebouwd restaurant met panoramaterras. In 1992 werd begonnen met de aanleg van een doolhof, naar verluidt de grootste van Europa. In 1994 werd de nieuwe, 50 meter hoge Boudewijntoren opgeleverd; in 2011 de nieuwe Wilhelminatoren.

## Bezienswaardigheden

### Grensmarkeringen
De oudste grenspalen in het gebied zijn die van het voormalige Rijk van Aken. Deze stenen van rond 1340 zijn te herkennen aan een afbeelding van de Duitse rijksadelaar. Van de 183 Akense grenspalen zijn er momenteel vermoedelijk nog 18 over, verspreid in het Aachener Wald. Het in 1928 geopende symbolische drielandenpunt wordt door veel toeristen aangezien voor het echte drielandenpunt, dat ongeveer vijftig meter verderop ligt. De verwarring wordt vergroot door het feit dat twee van de drie grenspalen ooit op het 'echte' drielandenpunt stonden. Het 'echte' drielandenpunt bij Vaals wordt tegenwoordig gemarkeerd door een grenspaal uit 1926. In dat jaar werden de oorspronkelijk in 1839 geplaatste paal nr. 193 (de Bismarckgrenspaal) en de in 1843 erbij geplaatste Nederlandse paal nr. 1 naar het symbolische drielandenpunt verplaatst. De Belgische grenspaal is een kopie die door de VVV Vaals is geschonken als vervanging van de verdwenen Moresnet grenssteen nr. XXXI. In het plaveisel rondom de 'echte' grenspaal zijn alle grenzen, ook die met het voormalige Neutraal Moresnet, aangegeven.

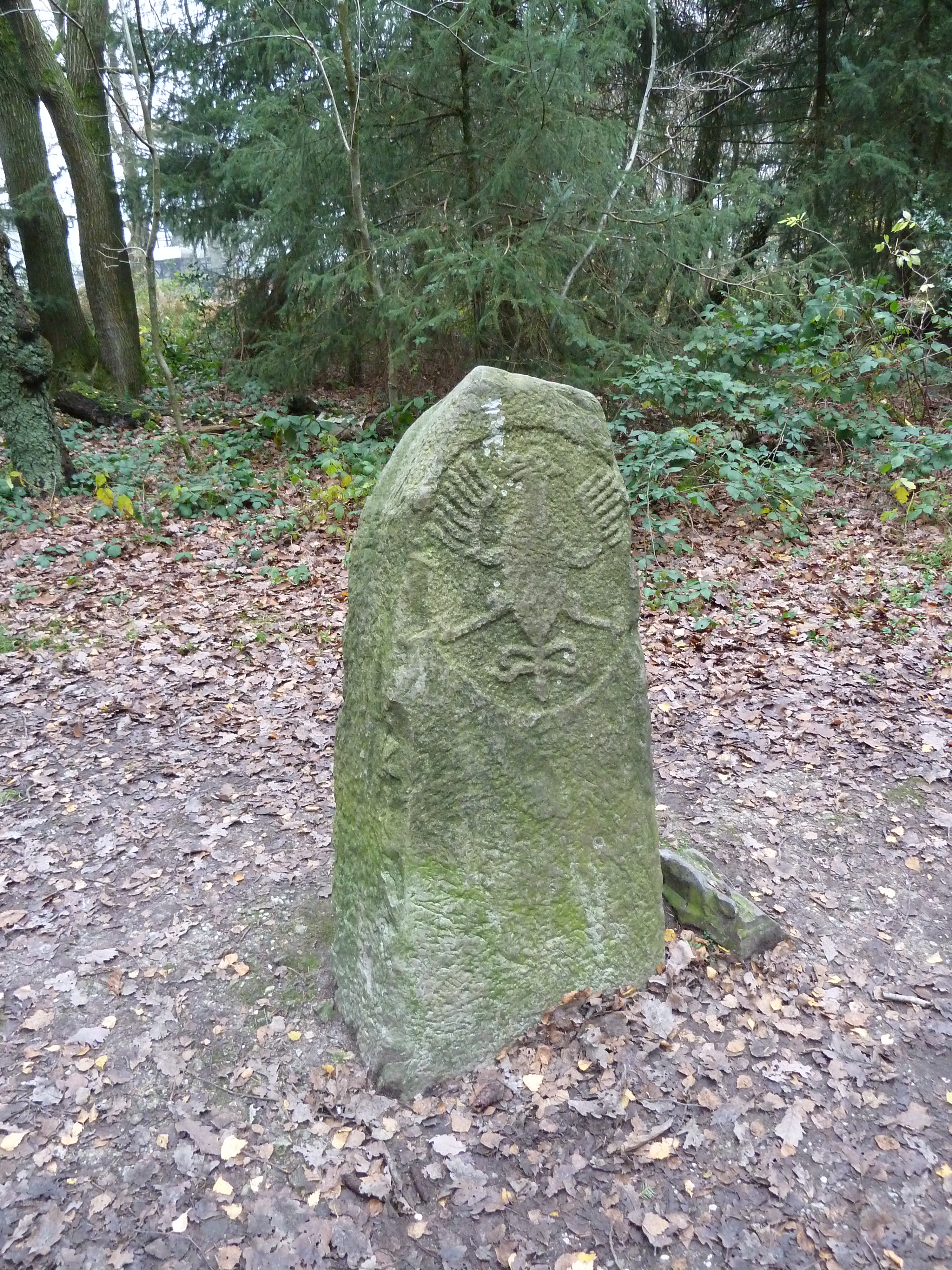
14e-eeuwse grenssteen Aachener Wald
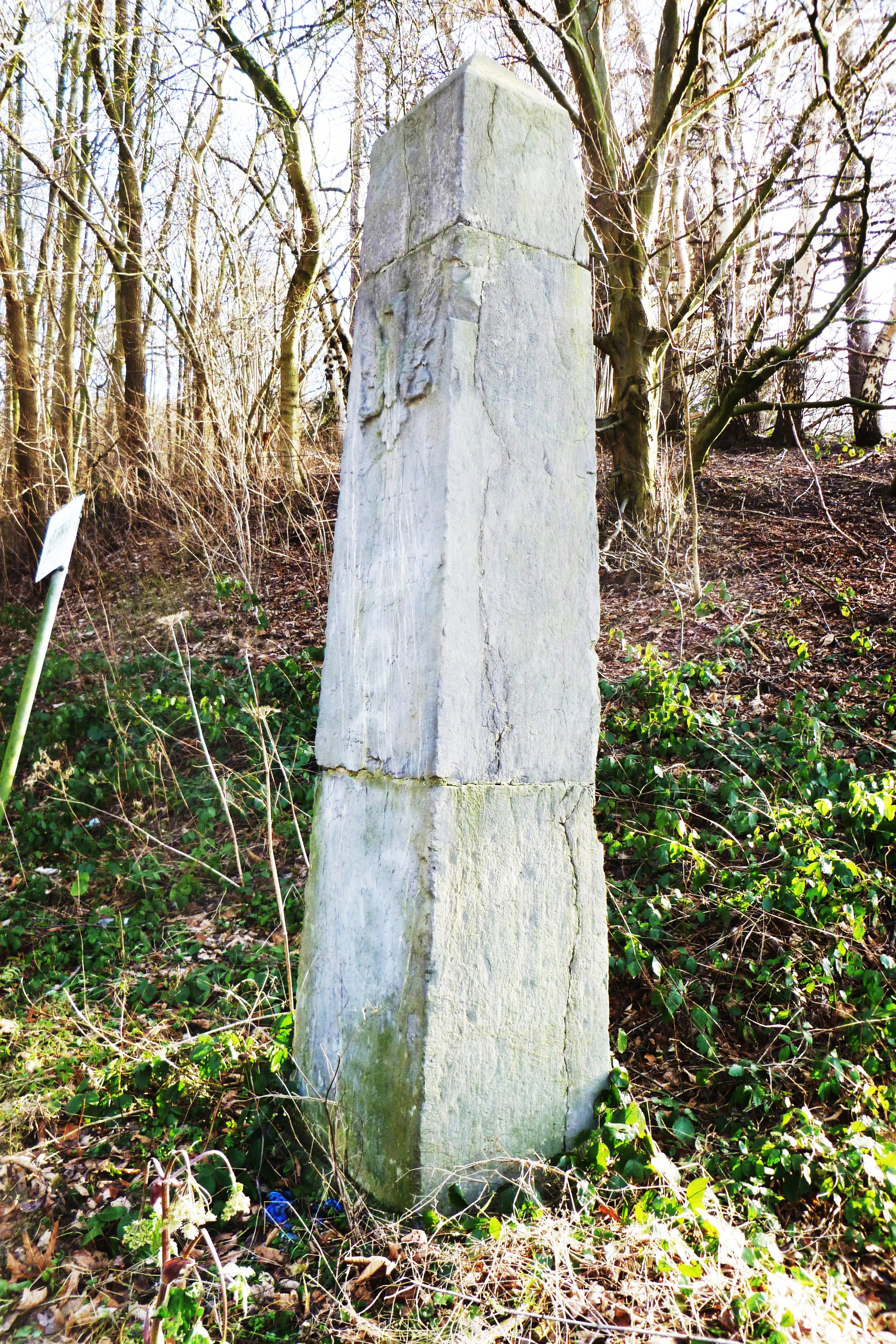
18e-eeuwse grenssteen
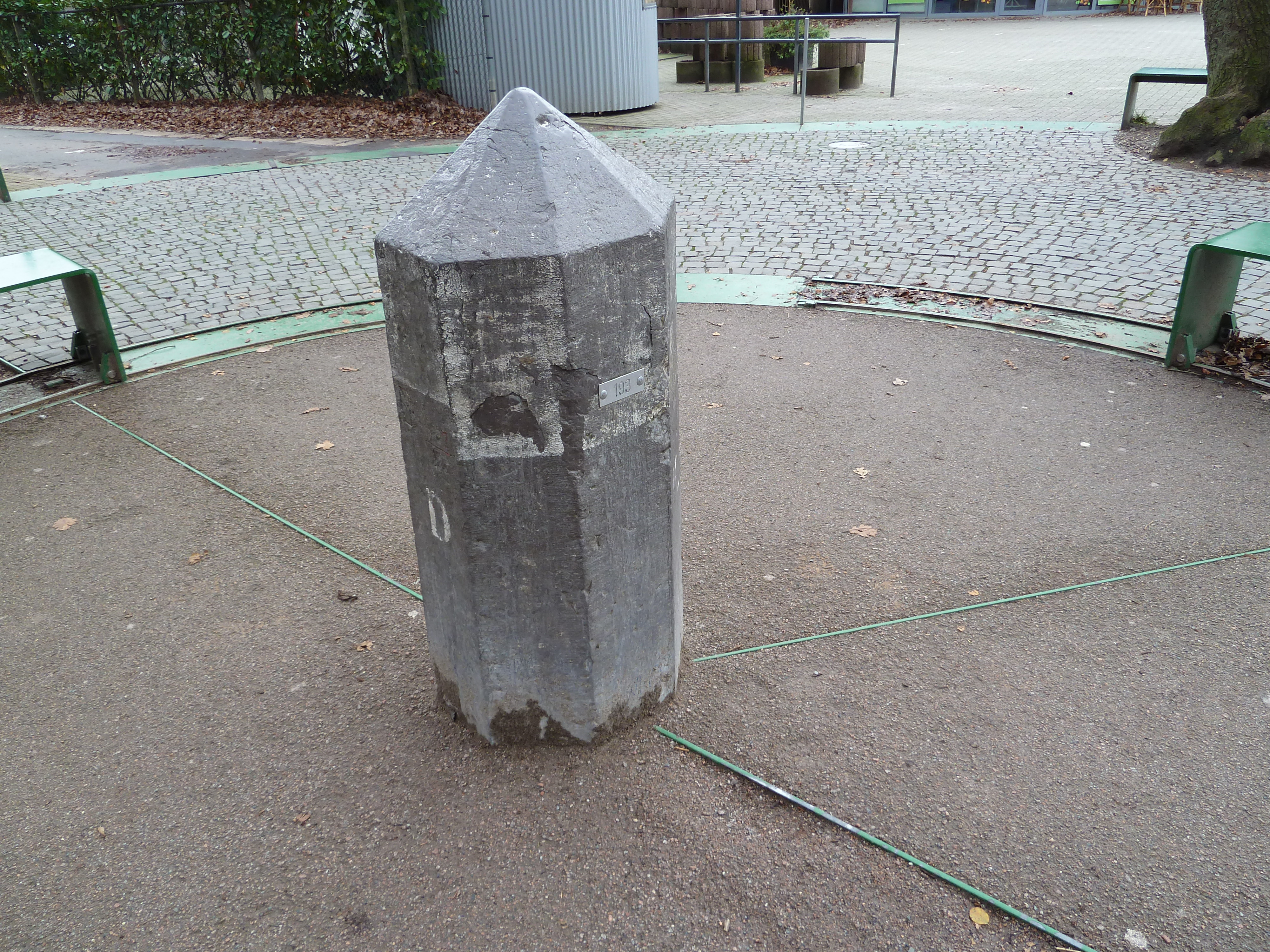
Grenspaal 'echte' drielandenpunt
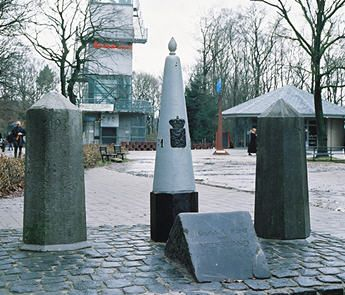
Symbolisch drielandenpunt (en hoogste punt Nederland)

### Toeristische voorzieningen
Het Drielandenpunt bij Vaals trekt jaarlijks veel toeristen, mede dankzij de fraaie ligging op de Vaalserberg. Ten behoeve van het toerisme verrezen er in de loop der jaren twee uitzichttorens, het Labyrint Drielandenpunt, enkele horecavoorzieningen en een aantal andere toeristische voorzieningen. In de omgeving van de Vaalserberg liggen diverse hotels, campings en een Landal vakantiepark.

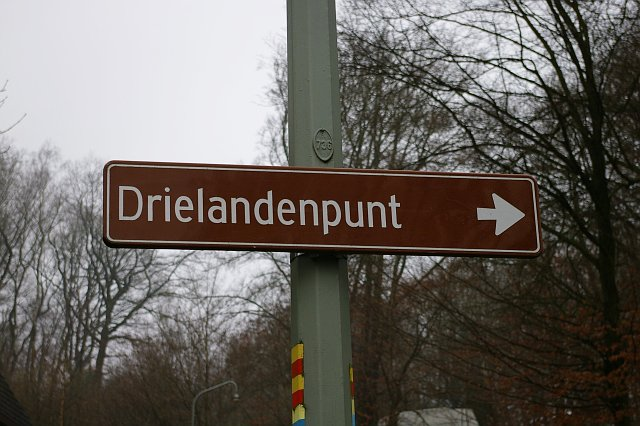
Wegwijzer
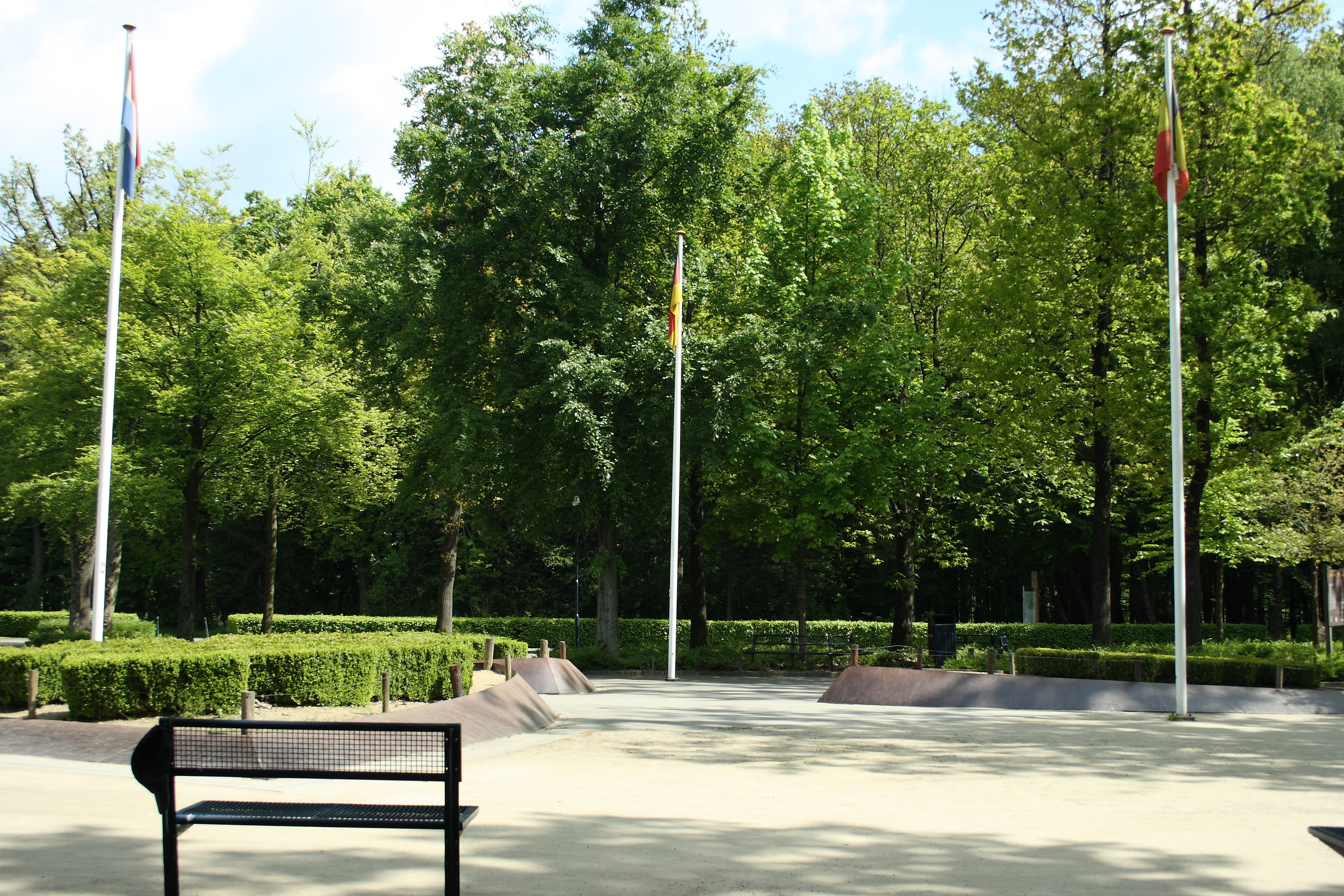
Drie vlaggen
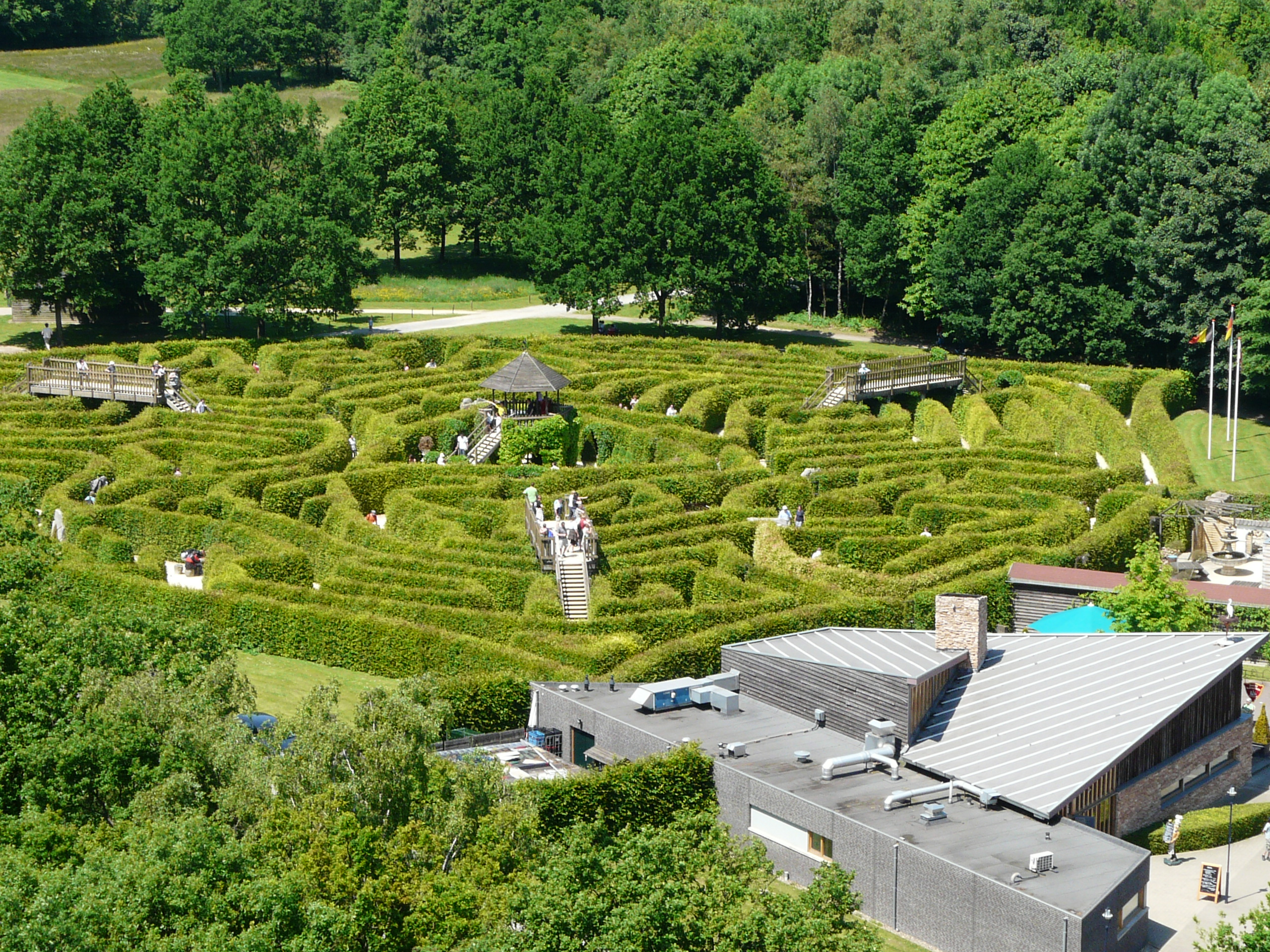
Labyrinth
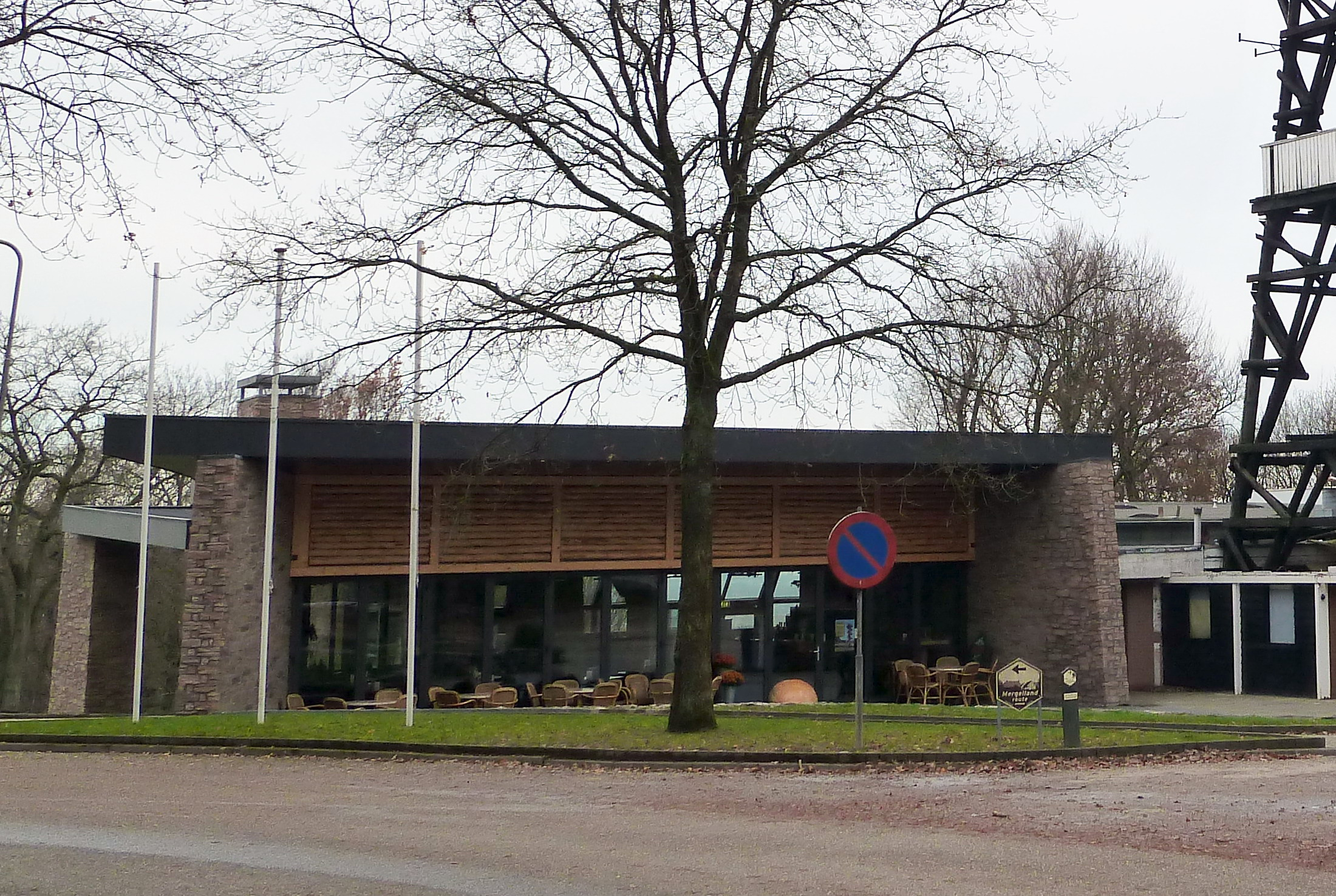
Restaurant

### Uitzichttorens
Nabij het drielandenpunt bevinden zich twee uitkijktorens, de Wilhelminatoren en de Koning Boudewijntoren. Beide torens bieden een fraai uitzicht over Nederland, België en Duitsland. De in 2011 opgeleverde Wilhelminatoren is al de derde toren op deze plek met die naam. De huidige Boudewijntoren werd in 1994 gebouwd en is vijftig meter hoog. Aan Duitse zijde stond vanaf 1888 tot 1944 de Pelzerturm; deze stond echter niet bij het Drielandenpunt, maar enkele kilometers daarvandaan op het hoogste punt in het Aachener Wald, de Steineknipp. Op twee kilometer ten zuidoosten van het drielandenpunt, op de Karshöhe in het Aachener Wald, staat de Duitse zendmast Mulleklenkes. Deze toren is zichtbaar vanuit de wijde omtrek en wordt daardoor weleens verward met de torens op het drielandenpunt.

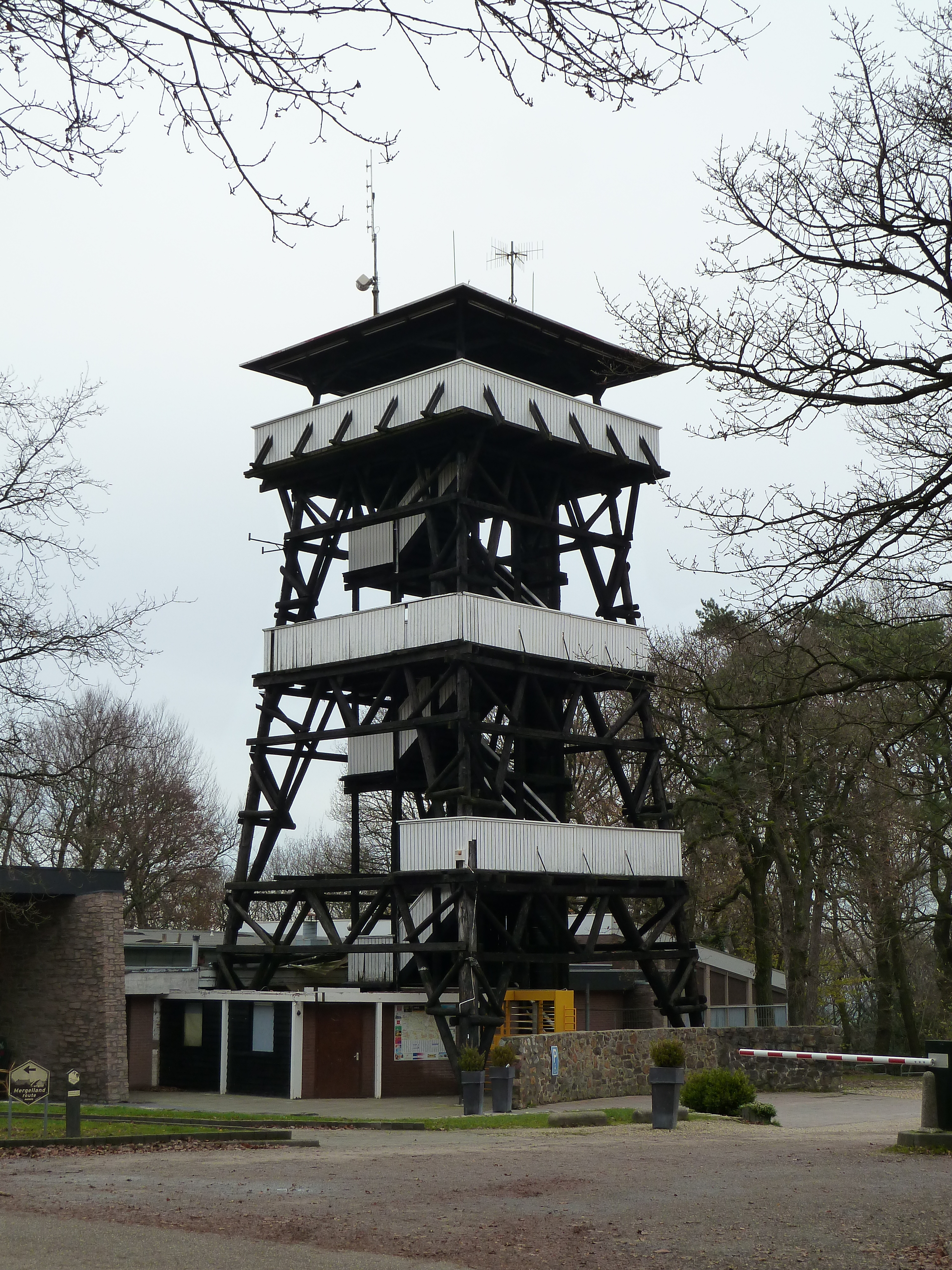
Oude Wilhelminatoren
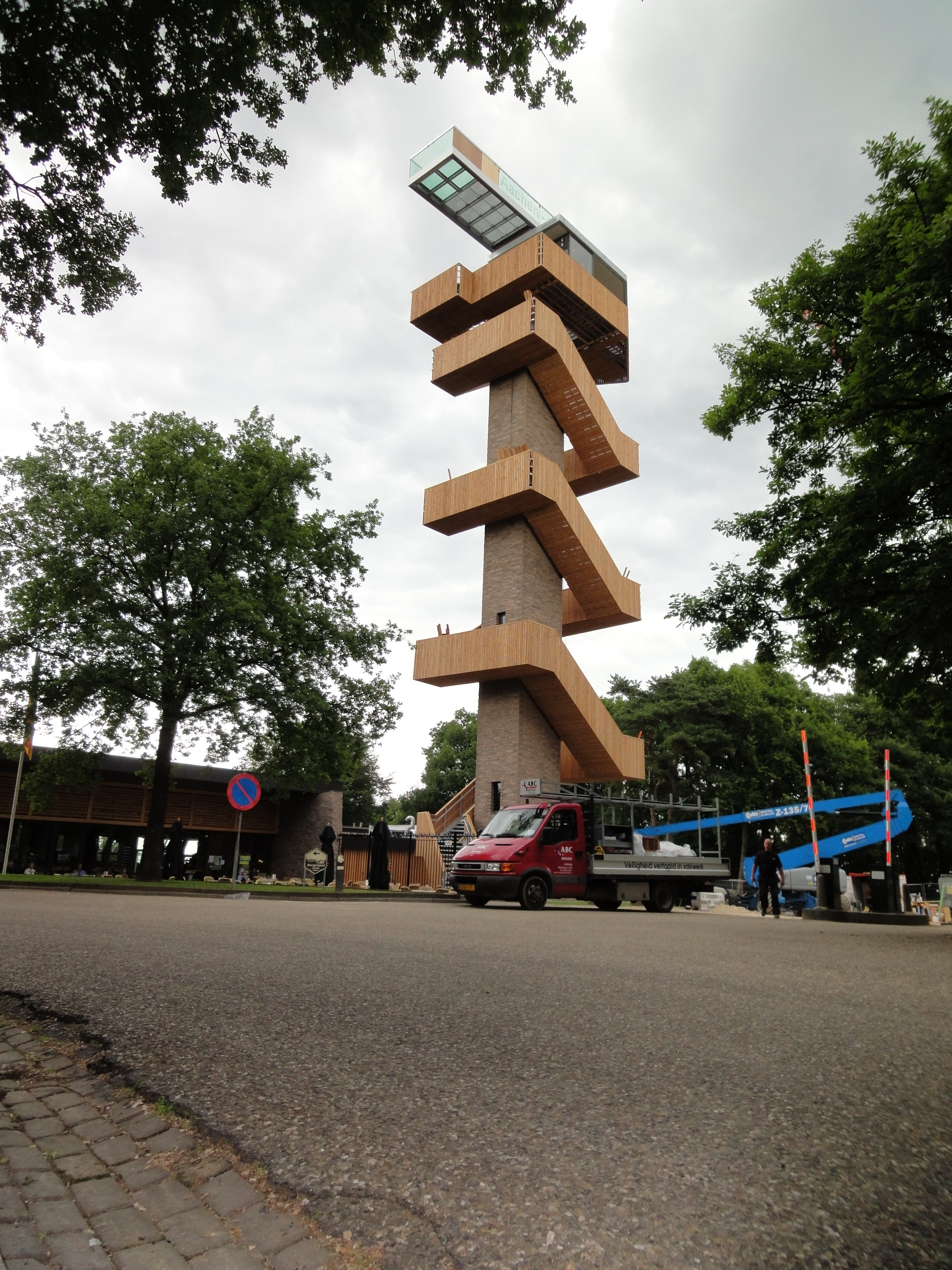
Nieuwe Wilhelminatoren
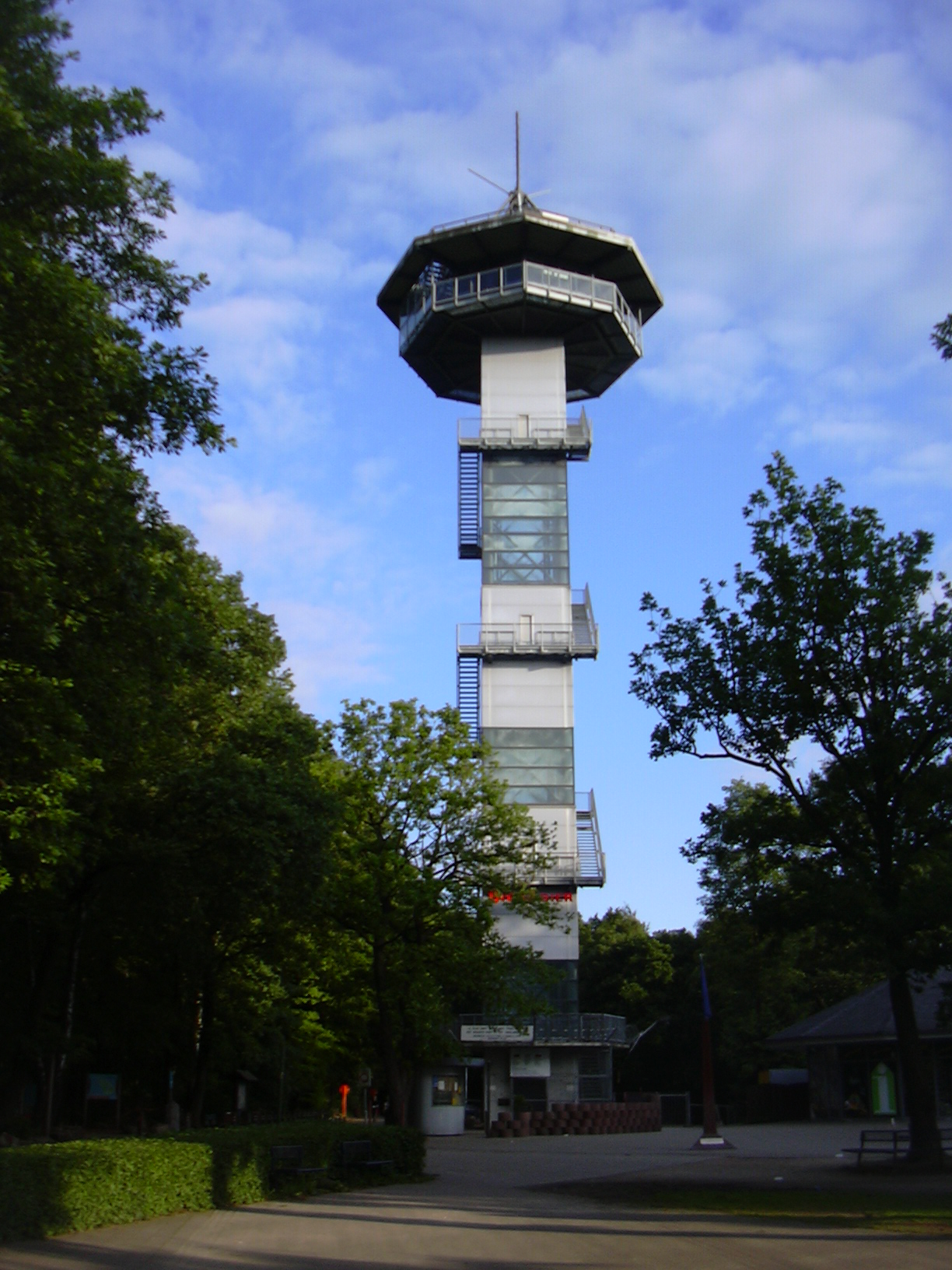
Koning Boudewijntoren
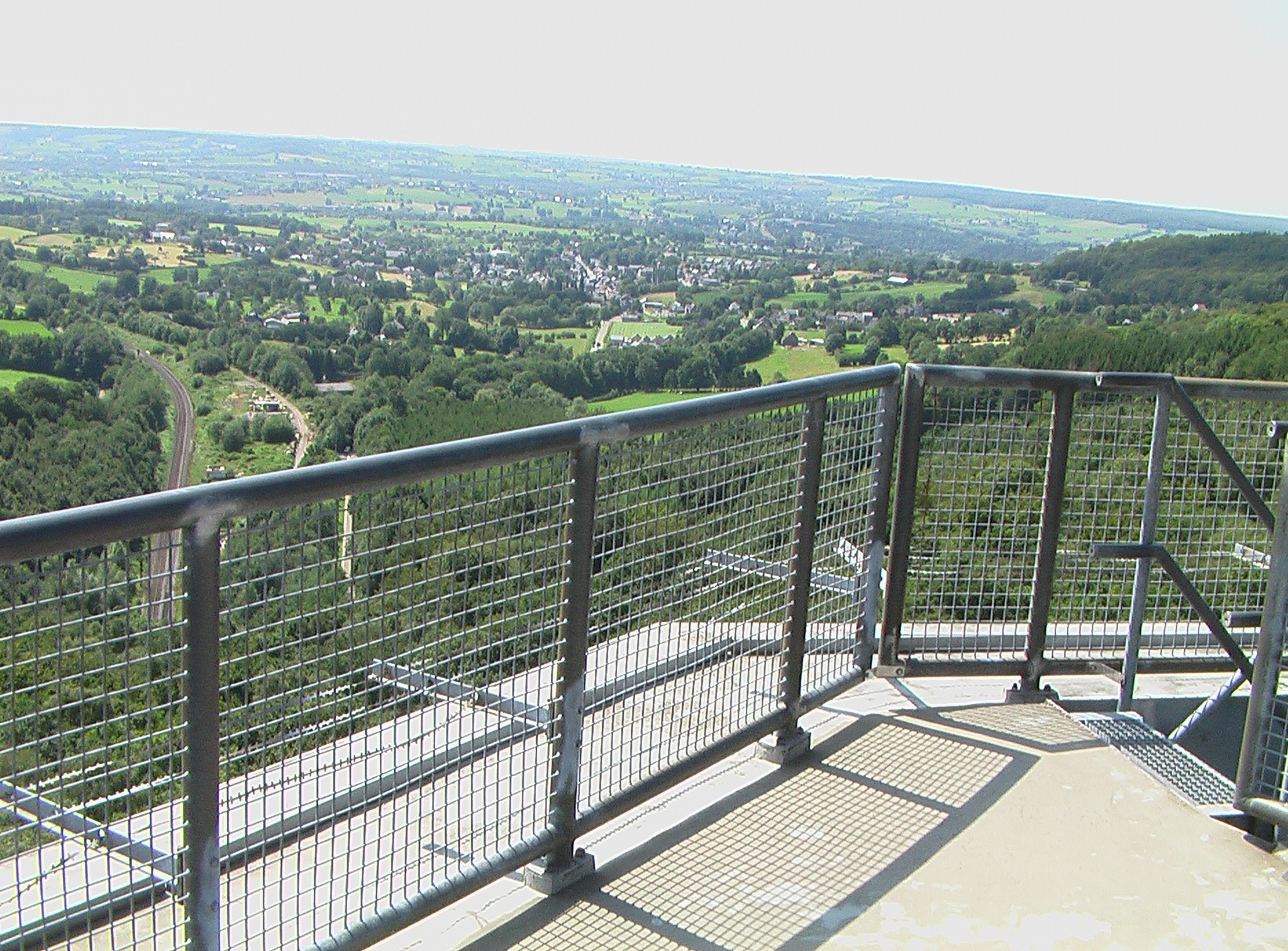
Uitzicht Boudewijntoren